# Cagliari Volley
La Associazione Sportiva Dilettantistica Cagliari Volley fu una società di pallavolo maschile di Cagliari, fondata nel 1999 e chiusa nel 2016.
Presente per tutti i primi 15 anni del XXI secolo nei campionati nazionali, con anche una presenza in Serie A1 nel 2005-06, nell'estate 2015 rinunciò al campionato di B2, iscrivendosi al campionato regionale di Serie D ma non terminando la stagione.

## Storia

### La "San Paolo" e gli anni in A2
La società è figlia del settore pallavolistico di una polisportiva molto nota a Cagliari per la sua storia e i successi, sia a livello regionale, sia nazionale: la San Paolo, cioè il gruppo sportivo che utilizzava l'oratorio salesiano che ha sede nella piazza Giovanni XXIII, uno dei rari campi da gioco della città.
Nata nel 1962, milita per quasi quarant'anni nei campionati regionali, alternandosi tra serie C e serie B, per un periodo anche sotto la denominazione VBC Cagliari, ma dopo la storica promozione in serie A2 del 1999, arrivano nuovi soci e si costituisce una nuova società che prende il nome di Pallavolo Cagliari s.r.l., il cui presidente sarà per due anni Edoardo Marzi. Cambiano pure i colori sociali e si passa dal bianco-verde al rosso-blu.
La nuova era è fin dall'inizio altalenante con un'immediata retrocessione, poi annullata dalla FIPAV per la ristrutturazione del campionato (2000), una semifinale ai play-off promozione (2001) e una nuova retrocessione, evitata grazie al ripescaggio (2002).

### La promozione in A1
Successivamente, dopo essere stata altre due volte semifinalista nei play-off (2003 e 2004), arriva la promozione in serie A1 ottenuta ai play-off nel 2005. La società fa la consueta rivoluzione: in regia ci sono Marco Fabroni, Alessandro Ardu; gli schiacciatori sono Victor Perez Moreno, Giorgio Barbareschi, Alessandro Mascia e Luca Francesconi; gli opposti, Héctor Soto e Steven Robert Keir; i centrali, Valerio Curti, il capitano Giacomo Scilì e Paolo Emilio Baldaccini; infine, il libero è Matteo Pagotto. Durante la stagione regolare si assiste a una lunga lotta in cima alla classifica con gli eterni rivali dei Volley Lupi Santa Croce. Nei play-off, la doppia sfida con altre due grandi rivali: in semifinale, il Bolzano e in finale il Bassano. La formazione del coach Lele Fracascia conquista la A1 in gara-2 a Bassano, completando un 2 a 0 secco con i risultati di 3-0 e 3-1.

#### La partita decisiva
Dopo aver vinto in casa al PalaRockefeller i ragazzi di Lele Fracascia hanno il primo dei due match point, il primo di questi in gara 2 a Bassano del Grappa (VI).
Per l'occasione il presidente Marco Lallai manda in trasferta il gruppo dei fedelissimi a sue spese, una scelta coraggiosa se si pensa che ciò implicò il pagamento di una quarantioona di pacchetti viaggio (Aereo più biglietto per la partita). È un PalaBassano quindi infuocato, non solo dai tifosi provenienti dall'Isola ma anche dai tanti immigrati sardi nel Nord Italia.
La partita inizia nel segno del portoricano Héctor Soto, i suoi sette attacchi vincenti consentono alla Terra Sarda di portare a casa il primo set.
Il secondo è tiratissimo: a far la differenza sono altri due attacchi di Soto e un muro decisivo di Baldaccini su Steven Shittu. Proprio una battuta sbagliata del nigeriano concede il secondo set a Cagliari.
Dopo cinquanta minuti di gioco si respira aria di Serie A,a Cagliari infatti basta soltanto un ultimo set da conquistare per entrare nell'olimpo della pallavolo italiana. Il terzo parziale è come gli altri all'insegna dell'equilibrio: Bassano riesce a rimontare un iniziale svantaggio e si arriva a giocare punto a punto. Cagliari arriva però ad ottenere quattro match point, Bassano ne annulla addirittura tre ma alla quarta non c'e nulla da fare. La Cagliari Volley conquista per la prima volta nella sua giovane storia la Serie A. I tifosi rossoblù possono gioire: era la prima volta dopo 10 anni (Serie A1 1994-1995) che una squadra isolana partecipava alla massima serie italiana.
| Arbitro: | Rosetti e Piersanti |

| |            | |
| Shittu 1 Pesenti (L) 3 Pianese 4 Meggiolaro 6 Dal Molin 7 Guarise 8 Bizzotto 9 Desiderio 10 Guidolin 11 Loglisci 12 Dalla Libera 13 | Formazioni | 1 Fabroni 2 Perez Moreno 3 Mascia 5 Pagotto (L) 8 Keir 9 Barbareschi 10 Curti 11 Scilì 12 Soto 15 Ardu 16 Baldaccini |
| Alberto Boldo | Allenatori | Emanuele Fracascia                                                                                                   |

### Il 2006 in A1

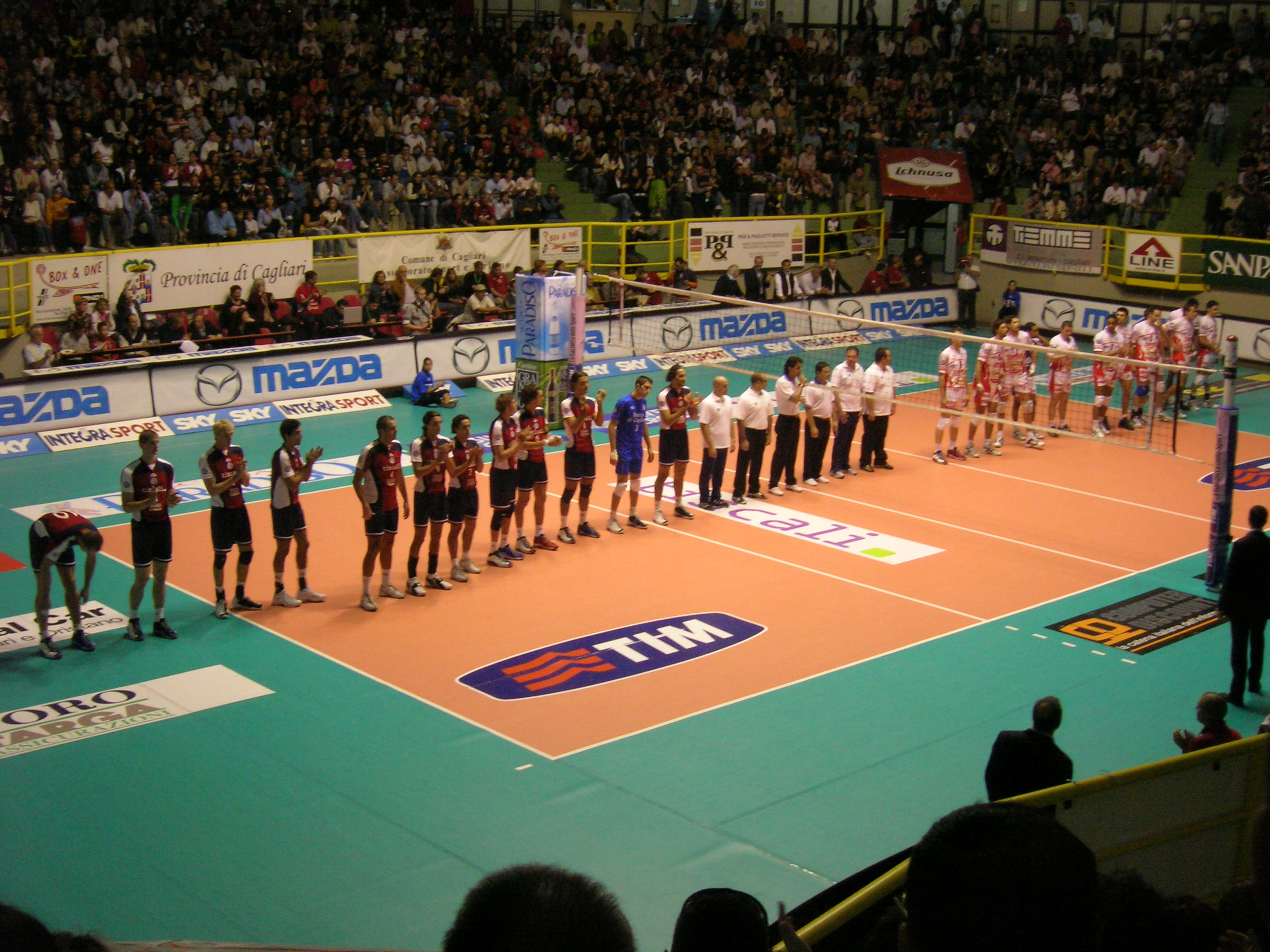
Cagliari-Piacenza Serie A 2005-2006

L'avventura nella massima serie dura soltanto un anno e si chiude con la retrocessione. La regular season di A1 italiana è molto difficile. Cagliari inizia una nuova avventura con un progetto ambizioso. Come tutti gli anni, la società rivoluziona la squadra: in regia, Paolo Torre; per la ricezione si punta sull'esperienza del libero sardo Alessandro Mascia, ma a causa di un infortunio e anche di qualche prestazione non certo entusiasmante verrà sostituito dallo schiacciatore Giacomo Rigoni; sulle bande, il portoricano Héctor Soto e Cosimo Gallotta, miglior ricevitore nella stagione precedente; nel ruolo dell'opposto, l'imponente ceco Jan Štokr. Un buon reparto centrali con il pluri-scudettato, ex-Sisley Richard Nemec, il canadese Steve Brinkman e il capitano Giacomo Scilì.
La Tiscali non inizia bene la stagione e perde subito 3-0 col Marmi Lanza Verona. In seguito, Cagliari gioca buone partite e conquista una vittoria storica, 3-0 sulla Cimone Modena. Il PalaRockfeller si rivela un catino bollente. Sul proprio campo, la Tiscali Cagliari vince un set contro la Sisley Volley di Treviso e la Lube e mette in difficoltà la Bre-Banca Lanutti Cuneo, perdendo solo al tie-break. Tuttavia, le sconfitte negli scontri valevoli per la salvezza contro Latina, Volley Lupi Santa Croce e Padova portano Cagliari nuovamente in serie A2 (2006).

### Il ritorno in Serie A2
La stagione 2006/07 inizia con l'ingresso di altri soci, con a capo il nuovo presidente Luigi Talongu, decisi a rilanciare e rinnovare la società a partire dal nome, che diventa Volley Cagliari, per proseguire con il settore giovanile (nel 2006, l'under 16 riesce ad arrivare alle finali nazionali giocate a Lamezia Terme) e l'entusiasmo dell'ambiente che, anche dopo la dolorosa retrocessione, ha continuato a seguire la squadra rossoblù. Il campionato è chiuso all'undicesimo posto.
Il 2007/08 vede il terzo cambiamento al vertice della società: dopo Marco Lallai (il presidente della promozione in A1) e Gigi Talongu, la nuova "presidentessa" è Maria Grazia Angioni Massimino, prima donna a ricoprire questa carica.
In ambito tecnico, si assiste a una rivoluzione della squadra: otto giocatori acquistati (Costantini, Orrù, Ulgheri, Armeti, Rigoni, Bergamo, Sikiric e Salas) a sostituzione degli autori della salvezza dell'anno passato (Peric, Mascia, Sevillano, Burbello, Postiglioni, Barbareschi, Batez e Sevillano).
Il primo punto arriva alla prima giornata, in casa del Santa Croce, partita finita 3-2 per i pisani, ma verrà revocato il 19 ottobre a causa di un'irregolarità nel tesseramento dell'opposto brasiliano Alexandre Bergamo. L'esordio in casa, invece, è macchiato da una sconfitta per 3-0 contro i calabresi del Vibo Valentia.
Il campionato procede bene: i rossoblu vincono le altre partite casalinghe, ma poco prima della fine del girone d'andata i rapporti tra giocatori, società e tifosi si incrinano.
Infatti un'inaspettata sconfitta contro il Pineto allora ultimo in classifica, una sconfitta contro Verona e un altro arresto casalingo contro i Lupi di Santa Croce, fa scatenare il caos all'interno della squadra: il tecnico Pietro Scarduzio minaccia di dimettersi, il centrale titolare Antonio Costantini viene ceduto alla Raccorderie Metalliche Mantova e il secondo palleggiatore Yari Orrù decide di lasciare la pallavolo. Decide di abbandonare la societa anche il presidente Maria Grazia Angioni Massimino, dopo solo tre mesi e mezzo di operato, e al suo posto subentra Alessandro Balloi.
Dopo la sconfitta casalinga per 3-2 contro la TTLines Catania, il coach Scarduzio rassegna le dimissioni, notizia già nell'aria da giorni, e si siede sulla panchina rossoblù il viceallenatore Nicola Cabras.
Il nuovo allenatore sardo prende in mano una squadra allo sbando. Dal cambio di allenatore in poi arrivano solo sconfitte e dopo la trasferta contro la Premiers Hotel Crema la matematica retrocessione in serie B1, tramutatasi poi in B2 per la decisione di vendita del titolo sportivo per mancanza di fondi. Ma con un colpo di scena la Volley Cagliari all'ultimo momento si iscrive al campionato di B1 grazie all'intervento di un gruppo di dirigenti del settore giovanile.
La prima retrocessione dopo 10 anni di grande volley.

### La rinascita dalla B1

#### L'esordio nella categoria
L'ennesima rinascita della pallavolo cagliaritana avviene dalla B1. Viene rifondata una nuova società: dalle ceneri del Volley Cagliari nasce l'ASD Cagliari Volley. Il presidente è la tortoliese Silvana Murreli, ex fondatrice della squadra femminile di Serie A1 Airone Tortolì, mentre il direttore sportivo è Massimo Marzupini.
La squadra viene totalmente rinnovata principalmente con giocatori sardi ma anche con atleti acquistati dal resto d'Italia, della vecchia squadra reduce dalla retrocessione in serie B rimangono solo Gabriele Cristiano, che ne diventa capitano, e Luca Francesconi, deciso dopo anni di panchina in serie A di giocarsi il posto di titolare in Serie B1. L'allenatore designato per portare avanti questa avventura nella terza serie nazionale è Andrea Fortunati, giovane allenatore prelevato dal glorioso e titolato movimento giovanile dell'Emilia-Romagna.
La prima partita della storia del Cagliari in B1 (è infatti il primo anno di B1 da quando fu comprato il titolo sportivo dalla PGS San Paolo) avviene il 20 settembre 2008 in casa al PalaCONI contro l'Agnelli Metalli Bergamo.Finisce 3-2 per gli ospiti, di conseguenza la compagine allenata da Fortunati porta a casa anche il primo punto del Campionato.
Il campionato prosegue con alti e bassi (vittoria contro la più forte Olbia ma sconfitta contro il fanalino di coda Sesto Fiorentino) e la società decide di intervenire sul mercato: lasciano la squadra il centrale italo-polacco Jackub Czekiel e il giovane Marzupini, mentre fanno approdo in Sardegna il centrale Michele Rota (svincolato, l'anno prima centrale titolare del Castelfidardo promosso in A2) e l'opposto padovano Francesco Burbello (già rossoblù due anni prima, acquistato dall'A2 dal Volley Bassano). Con i due nuovi innesti la squadra cambia volto e si notano subito i miglioramenti. La squadra disputa un campionato eccellente vincendo partite contro le contendenti per la salvezza ma anche squadre più in alto in classifica. Decisivi soprattutto per il morale i due derby sardi vinti nella parte cruciale di stagione, in casa contro Olbia (già battuta all'andata in Gallura) e fuori casa contro l'Olimpia Sant'Antioco.
Cagliari riesce a sistemarsi in classifica e quella salvezza quasi insperata a settembre, dopo il fantasma del fallimento presentatosi in estate, arriva con ben sei giornate d'anticipo grazie alla vittoria al 5º set contro Bedizzole.

#### Il ritorno al PalaRockefeller

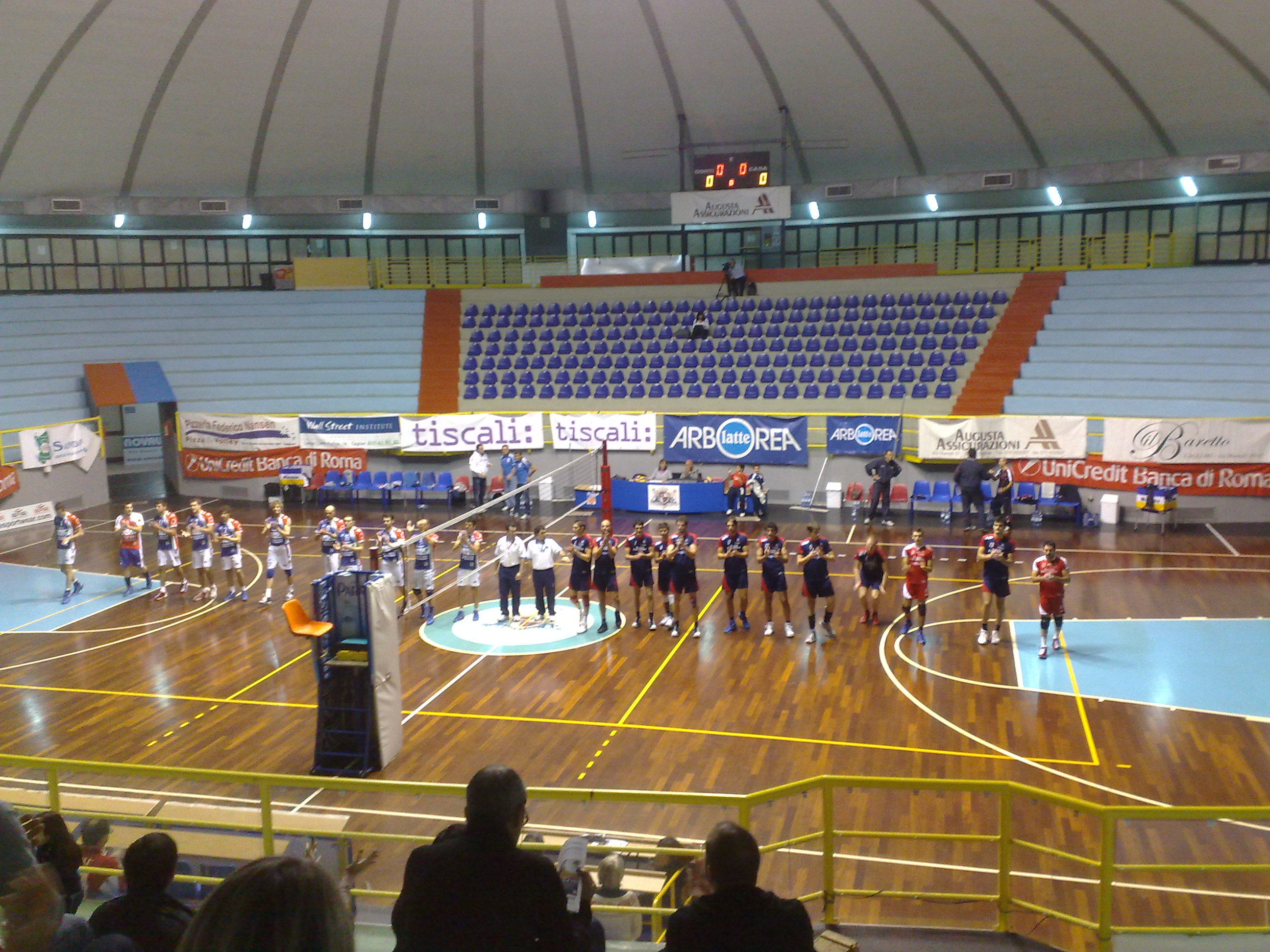
Cagliari-Bergamo (2009-2010)

Nella stagione 2009-2010 la società decide di effettuare un cambio in panchina: Andrea Fortunati, autore della salvezza lascia la squadra rossoblù e la guida tecnica viene affidata a Giandomenico Dalù, prelevato dalla Volley Lupi Santa Croce, arrivata 2ª nella regular season di A2 ma eliminata nei quarti di finale dei play-off.
Lasciano la squadra Michele Rota, il capitano Luca Francesconi, dopo una decennale carriera in rossoblù decide, anche per motivi di lavoro, di scendere di categoria ed andare a disputare il campionato di Serie B2 con la Comer Volley di Iglesias, Marco Tiddia, anche lui per motivi di lavoro, sceso addirittura nel campionato regionale di Serie C al Quartu 94 e Paolo Andreotti trasferitosi in Serie A2 alla Pallavolo Reima Crema.
Arrivano invece a rafforzare la squadra Michele Capra scuola Sisley Treviso, il palleggiatore Roberto Meriggioli dalla Volley Lupi Santa Croce e l'argentino Juan Manuel Martinez. Inoltre tornano a vestire la maglia rossoblù due giocatori: lo storico capitano Alessandro Mascia, tornato dopo due anni di assenza, l'ultimo al Deledda Quartu, e l'algherese Antonio Ulgheri, per un anno a Olbia.
Ma la novità principale riguarda l'impianto di gioco: dopo solo un anno di assenza la squadra torna a calcare il terreno del PalaRockefeller. I primi tre punti arrivano subito alla prima giornata, grazie alla vittoria casalinga per 3-1 contro il Viadana.
Il campionato prosegue tra alti e bassi, ma Cagliari riesce a dimostrare di essere una squadra con un livello tecnico nettamente superiore a quello dell'anno precedente. Lo testimoniano infatti le vittorie contro squadre più accreditate per la promozione come Cantù, Trebaseleghe, i cugini della Meridiana Olbia e la sconfitta al tie-break contro il Segrate.
Il girone d'andata è ottimo, essendosi concluso con un -2 dalla zona playoff, ma il prosieguo non è quello dei migliori. I rossoblù perdono dei punti importanti e abbandonano i sogni promozione nel mese di aprile, terminando comunque in una posizione più che dignitosa. La classifica finale infatti recita un sesto posto a sette punti dal terzo, l'ultimo posto disponibile per i playoff.

#### La delusione di Cadoni e l'arrivo di Pasquali
La stagione 2010-11 sembra essere quella buona per il ritorno in Serie A. Via Dalù, la squadra viene affidata al tecnico sardo Stefano Cadoni: la rosa viene rinforzata con giocatori di categoria superiore, su tutti il brasiliano Lucio Antonio Oro, che aveva lasciato la Sardegna prima della storica promozione nella massima serie, e il libero veneto Matteo Pagotto, partito dopo l'impresa di Bassano del Grappa.
Secondo gli addetti ai lavori, grazie alla conferma dello zoccolo duro della stagione precedente e l'innesto dei nuovi arrivi, Cagliari è data come favorita alla promozione. È così che Cadoni si affida al sestetto Meriggioli-Oro, Bonini-Mascia, Cristiano-Ulgheri e Pagotto nel ruolo di libero: questi sono i titolari della squadra per raggiungere l'obiettivo dei play off promozione. Dopo un inizio convincente, l'importante infortunio del palleggiatore Roberto Meriggioli e le difficoltà tecniche e mentali della formazione fanno precipitare la squadra lontano dalla zona alta della classifica. Conseguenza di tutto ciò sono le dimissioni del tecnico Cadoni.
Al suo posto, proprio con l'inizio del girone di ritorno, viene chiamato l'italo-argentino Adrian Pablo Pasquali, fino a quel momento viceallenatore della Pallavolo Pineto in Serie A2.
Il nuovo allenatore nelle prime partite deve fare i conti con le difficoltà della squadra e non riesce, seppur lavorando in modo preciso e portando nuovo entusiasmo e morale, a centrare le vittorie che avrebbero permesso di restare aggrappati alle prime posizioni utili per il play off.
Tramontati definitivamente i sogni della serie A dopo un filotto di sconfitte consecutive contro le prime della classe, la squadra riesce, con un buonissimo finale di stagione di 8 vittorie su 9 partite (su tutte le due vittorie nei derby contro Olbia e Sant'Antioco), a cancellare parzialmente la delusione del girone di andata, pur aumentando i rimpianti per l'occasione persa.
A fine campionato la società della presidentessa Silvana Murreli annuncia, tramite un comunicato agli organi di stampa, l'intenzione di cedere la società. Le difficoltà economiche causate dalla grande recessione portano i dirigenti cagliaritani a pensare di passare il testimone a nuovi interessati che, però, non arrivano. A questo punto la società decide di continuare.

#### La stagione 2011-2012
Per la nuova stagione sportiva, i dirigenti cagliaritani mettono le basi confermando la rosa dell'anno precedente.
Il primo tassello è la riconferma dell'allenatore Pasquali, su cui la società ha piena fiducia visto l'ottimo lavoro svolto. Anche Meriggioli, in ripresa fisica, prolunga il suo rapporto, seguito dall'opposto Oro, confermato dopo il brillante finale di stagione; quindi il capitano Alessandro Mascia, autore di un campionato molto positivo, che gli ha valso l'interesse durante il mercato estivo della neopromossa compagine sarda del Volley Iglesias; dello schiacciatore veneto Francesco Burbello, promosso con ottimi risultati da Pasquali nel sestetto titolare al posto di Lorenzo Bonini, e del libero Nicola Muccione, che sarà il settimo uomo in campo dopo l'addio di Matteo Pagotto. Anche Gabriele Cristiano, ormai bandiera della squadra, trova l'accordo: il centrale verrà affiancato dagli unici acquisti Sandro Stangoni, tempiese ex Olbia, e Alex Molinari, proveniente dal settore giovanile della Lube, anch'essi centrali. A completare l'organico vengono inseriti dalla dirigenza alcuni promettenti giovani del settore giovanile.
Nei mesi di settembre e ottobre, per preparare al meglio l'esordio in campionato del 15 ottobre, la squadra partecipa alla Coppa Italia di Serie B1, e viene inserita nel girone G, assieme ad altre due squadre sarde: Olimpia Sant'Antioco e Pallavolo Olbia. Nelle due gare di andata, i rossoblu perdono 3-1 in Gallura, per poi cadere anche a Sant'Antioco (3-2), in una gara valevole anche per l'ormai decennale Torneo "Giacomo Cabras".
Nelle due gare di ritorno, al Palazzetto di Cagliari, la squadra di Pasquali si impone per 3-0 contro i bianco-azzurri allenati da Giuseppe Lai, per bissare anche contro Olbia, stavolta 3-1. Grazie a questo risultato, viene guadagnato l'accesso agli ottavi di finale della Coppa, per la prima volta nella storia. Qui incrocia i siciliani del Brolo, ma il 3-2 dell'andata al PalaRockefeller non basta per entrare nelle Final Four. I messinesi vincono infatti 3-0 al ritorno e passano il turno eliminando i rossoblu.

#### Il riassetto societario
Nell'estate 2012 avviene il cambiamento più importante dalla rifondazione della società. Silvana Murreli lascia dopo 4 anni, cedendo la società ai giocatori storici quali Meriggioli, Cristiano e Mascia.
Per poter iniziare la nuova stagione, viene chiesto a Ivan Scarpa di seguire il progetto e di ricoprire il ruolo di presidente, anni prima nei quadri dirigenziali della vecchia San Paolo. Il giovane presidente invoca subito la Serie A come principale obbiettivo, e per farlo si affida a Enrico Balletto in panchina e ad una squadra rivoluzionata, molto giovane, con tanti talenti presi dai vari vivai delle squadre della massima serie.
Problemi gestionali e mancanza di liquidità portano la società sull'orlo del fallimento, alla fine del mese di novembre viene chiesto a Luca Murgianu di occuparsi della gestione societaria e di ricoprire il ruolo di presidente coadiuvato dallo stesso Scarpa e Marchionni (vice presidenti), per consentire alla squadra di concludere il campionato. Il passaggio di consegne avviene il 27 novembre 2012.
La squadra con enormi difficoltà (e grande merito di tecnico e giocatori) riesce a finire il campionato, chiude sesta dopo aver sfiorato i play-off, prima delle sarde. Durante l'estate viene ridefinito il nuovo assetto societario con l'uscita di Murgianu e il subentro di Roberto Marchionni quale nuovo presidente e Alessandro Tronci suo vice.
Nella stagione 2013-2014 il gruppo viene rinforzato (arrivano il libero Taliani e il centrale Menicali) e la squadra, seppur senza obbiettivi di alto livello dichiarati, disputa un ottimo campionato: alla fine della Regular Season i rossoblù si piazzano secondi dietro solamente alla corazzata Reggio Emilia che domina per tutto il campionato. La squadra allenata da Alberto Miconi disputa i playoff promozione ma viene eliminata al primo turno dall'Olimpia Pallavolo.
La stagione successiva inizia con i soliti problemi finanziari: l'allenatore Miconi, all'inizio confermato dalla società, si dimette dopo aver riscontrato delle divergenze sugli accordi presi relativi al mercato. Al suo posto a pochi giorni dall'inizio del campionato viene ingaggiato Alessio Marotto come nuovo allenatore, ma la rosa è corta. La squadra ha solo 10 giocatori, e son rimasti oltre al capitano Meriggioli e Cristiano, solo giovani del settore giovanile. La squadra inizia male il campionato e vista l'ineguatezza della rosa, dopo le tentate dimissioni di Marotto la società corre ai ripari e tessera l'opposto cubano Maikel Cardona, ormai non giovanissimo ma forte delle esperienze nella massima serie con Piacenza, Modena e Cuneo.
Cardona non rimane però neanche un mese, causa problemi interni, ed è solo l'inizio del declino. La società, con soli ragazzini non adatti alla categoria, si piazza al penultimo posto a 14 punti dalla salvezza, racimolando solo 3 vittorie, davanti solo all'altra sarda Iglesias fanalino di coda a 0 punti.

#### La scomparsa dallo scenario nazionale
Il 21 luglio 2015 la FIPAV pubblica i gironi della stagione 15-16, ma tra queste la società rossoblù non c'è, di fatto sparendo, senza un comunicato ufficiale, dopo 16 anni di pallavolo sempre a livello nazionale.. Dal comunicato ufficiale della FIPAV Sardegna del 5 ottobre 2015 riguardante la pubblicazione dei calendari regionali si deduce l'iscrizione al campionato regionale di Serie D, che però terminerà anticipatamente a poche giornate dal termine nell'aprile 2016.

## Impianti di gioco nella storia
Originariamente la San Paolo disputava le proprie partite casalinghe fino alla C nella palestra dell'oratorio salesiano di piazza Giovanni XXIII. Ottenuta la promozione in B2, questo impianto non aveva la capienza omologata. La squadra rossoblù si trasferisce nella palestra CONI "A". Successivamente, con Paolo Puddu alla presidenza, Cagliari vince il campionato e conquista la A2 nel 1999. Con il passaggio di categoria il campo di gara diventa il PalaRockefeller, che nella stagione 1994-95 aveva ospitato le partite nella massima serie dell'Olimpia di Sant'Antioco, fino ad allora unica squadra sarda ad arrivare in serie A.
Con la retrocessione in serie B si torna dopo 9 anni a giocare al PalaCONI che, data la sua ridotta capienza, permette di far sentire un clima più "caldo" anche con un numero minore di pubblico.
A distanza di un anno dalla retrocessione però la società decide di tornare al PalaRockefeller.
Le partite del settore giovanile a livello regionale (Campionati Under 14-16 e 18) e le partite dei campionati di serie secondari (Serie D e 1ª Divisione) venivano giocate nella palestra "Gaetano Cima" non molto lontano dalla leggendaria palestra di Piazza Giovanni XXIII.

## Colori e simboli

### Lo stemma societario
Nella sua prima parte di storia la società non era presente un particolare stemma, poiché fino al 2004 compare una scritta su due livelli in corsivo "Cagliari Pallavolo". Dal 2005 la scritta viene sostituita con uno stemma formato da due ovali concentrici: quello esterno presenta la scritta Cagliari in alto e Pallavolo in basso, mentre quello interno contiene un pallavolista in bianco stilizzato che divide lo sfondo in due parti, una rossa e una blu. Più tardi, con il secondo cambio di denominazione e di proprietà, lo stemma rimane praticamente invariato, solo le scritte nell'ovale esterno cambiano, venendo sostituite con Volley in alto e Cagliari in basso.
Con la retrocessione in B1 del 2007 cambia per l'ennesima volta la proprietà e quindi denominazione. Ne risente di questo anche lo stemma che torna ad essere abbastanza "testuale": esso infatti è composto dalla scritta su tre livelli ASD Volley Cagliari accompagnata a sinistra da una bandiera dei quattro mori stilizzata di forma circolare contornata da una mezzaluna blu.

### Evoluzione della maglia
Fino all'era San Paolo i colori erano quelli canonici biancoverdi, ma col cambio di denominazione in Cagliari Pallavolo, i colori sociali diventano i medesimi della città, ovvero il rosso e il blu. Non di rado comunque si sono viste maglie leggermente differenti. A farne le spese è il colore blu, spesso accantonato, a favore di maglie totalmente bianche o biancorosse dei primi anni di A2, fino alla maglia del primo anno di B1 prevalentemente rossa con dettagli bianchi.
La seconda maglia ha quasi sempre avuto i colori invertiti e sempre lo stesso modello della prima maglia. C'è da dire comunque che negli ultimi anni non si è mai creata una seconda maglia.
Per quanto riguarda il libero invece nei primi anni, come consuetudine subito dopo l'introduzione di questo nuovo ruolo, si è usata la maglia da trasferta in casa e viceversa. Successivamente sono comparse anche maglie totalmente blu (anno in Serie A1), giallo evidenziatore (ultimo anno in A2) e maglie nere o celesti (anni in B1).
| Era San Paolo | 2000-2002 | 2002-2003 | 2003-2004 | 2004-2005 | 2005-2006 |  |

| 2006-2007 | 2007-2008 | 2008-2009 | 2009-2010 | 2010-2012 | 2012-2014 |

## Statistiche
- 1999-2000  Mirko Nekola
- 2000-2002  Alberto Di Mattia
- 2002-2003 Flavio Gulinelli
- 2003-2005  Emanuele Fracascia
- 2005-2006 Massimo Dagioni
- 2006-2007 Roberto Santilli
- 2007-2008 Pietro Scarduzio
- feb. 2008  Nicola Cabras
- 2008-2009  Andrea Fortunati
- 2009-2010  Giandomenico Dalù
- 2010-feb.2011  Stefano Cadoni
- 2011-2012  Adrian Pablo Pasquali
- 2012-2013  Enrico Balletto
- 2013-2014  Alberto Miconi
- 2014-2015  Alessio Marotto

- 246 Giacomo Scilì
- 238  Alessandro Mascia
- 179  Gabriele Cristiano
- 173 Luca Francesconi
- 123  Giorgio Barbareschi
- 123  Alessandro Ardu
- 106  Héctor Soto
- 101  Nicola Cabras
- 96   Matteo Pagotto
- 87 Lucio Antonio Oro
- 67   Marco Fabroni
- 63 Jerry Rinoldo
- 63   Gianluca Boy
- 57   Marco Tiddia

- 1999-2003: Alimenti Sardi
- 2003-2005: Terra Sarda
- 2005-2008: Tiscali
- 2008-2013: Augusta Assicurazioni

N.B: Le statistiche si riferiscono ai campionati dal 2000 al 2009-2010

## Il settore giovanile
Il settore giovanile della Volley Cagliari è uno dei più fiorenti dell'isola. Molti giocatori sardi, come Durante, Fadda, Cristiano e Francesconi, prima di arrivare in serie A2 hanno militato nei campionati di Under 14, 16 e 18 con la maglia rossoblù.
Molti giocatori ventenni sono stati prestati in serie B per farsi le ossa prima di giocare ad alti livelli.
Questi i migliori risultati:
- Stagione 2004/05:
  - Under 14: vicecampione regionale a Donori (CA) (2º posto);
  - Under 16: Campione regionale a Borore (NU) (1º posto), 3º Posto fasi interregionali a Cagliari;
  - Under 18: Seconda fase campionato nazionale;
- Stagione 2005/06:
  - Under 14: Terza classificata alle finali regionali a Olbia (3º posto);
  - Under 16: Campione regionale (1º posto), 2º Posto fasi interregionali a Cagliari, finali scudetto a Lamezia Terme (CZ);
  - Under 18: Seconda fase campionato nazionale;
- Stagione 2006/07:
  - Under 16: vicecampione regionale a Cagliari (2º posto);
  - Prima Divisione: 1º posto, promozione in serie D.
- Stagione 2007/08:
  - Under 14: Terza classificata alle finali regionali a Tramatza (OR) (3º posto);.
  - Under 16: Campione regionale a Borore (NU) (1º posto); 3º Posto fasi interregionali a Roma;
  - Under 18: Seconda fase campionato nazionale;
- Stagione 2008/09:
  - Under 16: vicecampione regionale a Olbia (2º posto);
  - Under 18: Campione regionale a Orosei (NU) (1º posto); 4º posto fasi interregionali a Perugia;
  - Prima Divisione: 2º posto, promozione in serie D.
- Stagione 2009/10
  - Under 16: Campione regionale a Cagliari (1º posto); 3º posto fasi interregionali a Santa Croce sull'Arno (PI);
  - Under 18: Campione regionale a Borore (1º posto); 2º posto fasi interregionali a Cagliari;
- Stagione 2010/11
  - Under 18: Campione regionale a Borore (1º posto); 3º posto fasi interregionali a Collegno(TO);
- Stagione 2014/15
  - Under 14: Campione regionale a Bauladu (OR); Under 15: vicecampione regionale a Decimomannu (CA);
- Stagione 2015/16
  - Under 15: Campione regionale a Quartucciu (CA); finali a Lagonegro (Basilicata)